# Dia Internacional da Aviação Civil
Em 1996, a Assembleia Geral das Nações Unidas proclamou que 7 de dezembro seria o Dia Internacional da Aviação Civil.
O dia é comemorado pela Organização da Aviação Civil Internacional desde 7 de dezembro de 1994, o 50º aniversário da assinatura da Convenção sobre Aviação Civil Internacional. O objetivo do dia é reconhecer a importância da aviação, especialmente as viagens aéreas internacionais, para o desenvolvimento social e econômico.